# 妨害秘密罪
妨害秘密罪，是指以不正當的方法侵犯第三者隱私或非法竊聽知悉他人之秘密，主要包含窺視竊聽竊錄罪以及洩密罪。

## 條文
妨害秘密罪規定於《中華民國刑法》。根據《中華民國刑法》第315條之1，有下列行為之一者，處三年以下有期徒刑、拘役或新臺幣三十萬元以下罰金：
1. 無故利用工具或設備窺視、竊聽他人非公開之活動、言論、談話或身體隱私部位者。
2. 無故以錄音、照相、錄影或電磁紀錄竊錄他人非公開之活動、言論、談話或身體隱私部位者。

## 案例
1. 高雄一名65歲施姓老翁，因被指在2004年2、3月間，騷擾鄰居李婦，並曾在門口強抱她，甚至從頂樓翻牆侵入李婦的住家，涉嫌強行猥褻李婦，施不服上訴最高法院審理中，為找有利證據，施出庭應訊時指出，前年2月9日上午，李姓夫婦在自家廚房大聲談話，故意要說給鄰居聽，已達公開程度，他在家裡廚房以錄音筆錄製，是為了找證據保護自己權利，不是故意竊錄。結果反觸犯妨害秘密罪之嫌而被起訴。據了解，依據錄音顯示的音量審視，施、李兩家共同牆壁是磚造，僅廚房有各自窗戶和門，被告如非靠近李家廚房牆外的防火巷錄音，實難清楚聽聞李家人談話內容，因此施先前坦承在防火巷偷錄應可信，後來改稱在家錄製不足採，犯行足堪認定。法界人士表示，刑法妨害秘密罪規定，無故以錄音、照相、錄影或電磁紀錄竊錄他人非公開之活動、言論、談話或身體隱私部位者。換句話說，構成要件必須以「無故」為前提，若是為保障個人權益不受侵害，錄製地點又不在被錄者私領域內，不構成犯罪。[1]。
2. 或者，一間大樓管理委員會發現外聘的總幹事有人謀不臧的情形，住戶們支開總幹事欲進行秘密會議討論大樓所聘顧的保全與管理人員適用問題，反遭同一大樓某一個住戶偷錄音轉交給總幹事，總幹事憤而提告，說不能把他換掉。